# Víctimas del conflicto armado interno en Colombia
Las víctimas del conflicto armado interno de Colombia son los miles de muertos, lisiados, secuestrados, desplazados, desaparecidos y demás víctimas de distintas formas de violencia por los distintos actores violentos del conflicto. Colombia es uno de los países con más desplazados internos del mundo, y afectados por el narcotráfico y el terrorismo. Desde 1958 (incluso antes en el periodo conocido como La Violencia) se han presentado innumerables combates, asaltos a bases militares, tomas de cabeceras municipales, masacres, atentados terroristas, actos de violencia sexual. Según el Registro Único de Víctimas (RUV) para el año 2023 el conflicto armado en Colombia ha dejado 9 593 356 víctimas de los cuales 8 549 416 hacen parte del desplazamiento forzado.

## Informes e investigaciones

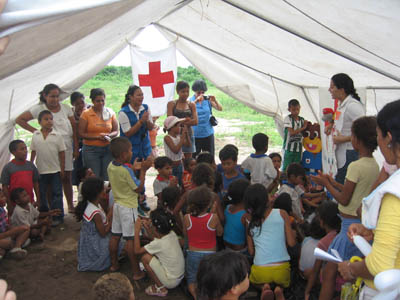
El Gobierno de Colombia reporta que personas han sido incluidas en el Registro Único de Víctimas por eventos de desplazamiento forzado ocurridos desde 1985 hasta el 31 de diciembre de 2022 El informe no incluye a personas desplazadas por el narcotráfico o las bandas criminales.

Según el Centro de Investigación y Educación Popular (Cinep/PPP) entre el 1 de enero de 1970 y el primer trimestre de 1981, ocurrieron numerosos asesinatos, torturas, desapariciones y otras violaciones de los Derechos Humanos. “Desde 1970 hasta marzo de 1981 se presentaron 1053 asesinatos y 7571 casos de torturas provocados principalmente por las Fuerzas Militares. Por su parte, Amnistía Internacional, informó que entre 2006 y 2008, las comunidades, que han sido golpeadas con mayor dureza por el conflicto, son miembros de comunidades indígenas, afrodescendientes y campesinas, víctimas de homicidio o de desplazamiento forzado. En 2007 hubo alrededor de 1400 homicidios de civiles, superior a los 1300 que se dieron en 2006. En los casos en los que se logró identificar a los autores, las fuerzas estatales fueron responsables de al menos 330, los grupos paramilitares de unos 300 y los grupos guerrilleros de alrededor de 260.
En cuanto a las ejecuciones extrajudiciales, estas generalmente se centran en la población campesina, líderes comunitarios, indígenas, trabajadores, y personas socialmente marginadas, previamente detenidas de manera arbitraria, señaladas por informantes que buscan obtener recompensas o beneficios judiciales, y asesinadas posteriormente para hacerlos aparecer como guerrilleros muertos en combate.
En 2013 un estudio cifró en 220 000 las muertes causadas por el conflicto desde 1958. Sin embargo, si se suman el resto de personas que han sufrido otros crímenes de guerra, la cifra total supera los 6 millones de víctimas. Dentro de estas categorías se encuentran las personas que fueron desaparecidas, amenazadas, secuestradas, víctimas de algún acto de terrorismo, personas afectadas por el asesinato de un ser querido, víctimas de minas antipersonal, tortura, reclutamiento forzado de menores de edad y violencia sexual. Según el informe “¡Basta ya!: Colombia: memorias de guerra y dignidad” (2013) del organismo gubernamental Centro Nacional de Memoria Histórica, los grupos paramilitares son responsables del 40 % de las muertes civiles, los grupos insurgentes del 25 % y los agentes del Estado del 8 %.
Se establecen los dos periodos presidenciales de Álvaro Uribe Vélez (2002-2006 y 2006-2010) como los años con mayor cantidad de víctimas: 3 633 840 de víctimas según el Registro Único de víctimas. Para 2017 según el Registro Único de víctimas se cuentan: 8 074 272 víctimas, 7 134 646 son casos de desplazamiento, 983.033 homicidios, 165.927 desapariciones forzadas, 10.237 torturas y 34.814 secuestros, entre otros hechos. En 2023 la cifra sube, el conflicto armado colombiano ha dejado 9 593 356 víctimas según el registro Único de Víctimas (RUV). De los cuales 7 557 204 son víctimas que cumplen los requisitos para acceder a las medidas de atención y reparación establecidas en la Ley y 2 036 152 son víctimas fallecidas, directas de desaparición forzada, homicidio y no activas para la atención, víctimas que por distintas circunstancias no pueden acceder efectivamente a las medidas de atención y reparación.

### Departamentos de Colombia más afectados por el conflicto armado
Según el informe final publicado en 2022 por la Comisión para el Esclarecimiento de la Verdad, la Convivencia y la No Repetición (Comisión de la Verdad) en donde se reúne el análisis de todas las bases de datos que se tenían sobre violaciones a los derechos humanos arrojó que los departamentos de Colombia que más se vieron golpeados por el conflicto armado en cuanto a cifras de homicidios en el periodo comprendido entre 1985 y 2018 lo encabeza el departamento de Antioquia con 125.980 víctimas (28 %), seguido de los departamentos del Valle del Cauca con 41.201 víctimas (9,1 %), Norte de Santander con 21.418 víctimas (4,8 % %), Cauca con 19.473 víctimas (4,3 %) y Cesar con 16.728 víctimas (3,7 %).
En cifras de desaparición forzada en el periodo entre 1985 y 2016 se encuentran los departamentos de Antioquia con 28.029 víctimas (23 %), Valle del Cauca con 8626 víctimas (7 %), Meta con 8542 víctimas (7 %), Bogotá con 5565 víctimas (5 %) y Norte de Santander con 5207 víctimas (4 %).
Siguiendo con los datos de dicho informe las cifras de secuestros por los grupos insurgentes en el periodo entre 1990 y 2018 muestran al departamento de Antioquia con el mayor número de víctimas con un (20 %) de las mismas cuyo total en ese departamento fue de 9308 víctimas, detrás de Antioquia se sitúa el departamento del Cesar con 3353 víctimas (7 %), seguidos se encuentran los departamentos de Norte de Santander con 2949 víctimas (6 %), Bolívar con 2611 víctimas (6 %), Nariño con 2513 víctimas (5 %).
Los datos arrojados en cuanto a reclutamiento dentro del conflicto armado en el periodo comprendido entre 1990 y 2017 colocaron al departamento del Meta en la cabeza de la lista con un total de 2977 víctimas correspondiendo al (18 %) de las víctimas, a su vez el departamento de Antioquia vuelve a aparecer en escena con un total de 2346 víctimas (14 %), seguido de ellos están los departamentos de Guaviare, Caquetá y Cauca que entre ellos suman más de 3000 víctimas (18 %).
Y por último obtenemos las cifras del desplazamiento forzado entre los años 1985 y 2019 cuyo departamento más afectado lo vuelve a encabezar el departamento de Antioquia con la alarmante cifra de 1 480 596 víctimas (19 %), le siguen los departamentos de Bolívar con 631.276 víctimas (8 %), Magdalena con 478.009 víctimas (6 %), Nariño con 442.695 (6 %) y Valle del Cauca con 435.455 víctimas (6 %).
Podemos concluir de esta manera que de los 32 departamentos de Colombia el departamento de Antioquia encabeza la gran mayoría de listas de los más afectados por el conflicto armado en términos de porcentaje con un (19,1 %), seguido de los departamentos de Valle del Cauca (7,2 %), el distrito capital de Bogotá (5,5 %), Bolívar con (5,2 %), Nariño con (4,7 %) y Cesar con (4,5 %) que entre estos seis departamentos logran llegar casi a la mitad de la totalidad de las cifras con un (46,2 %).

## Principales delitos y violaciones

### Desplazamiento Forzado
También se destaca a Colombia entre los países del mundo con el mayor número de desplazados internos. Hasta mayo de 2011 el Gobierno de Colombia ha registrado a más de 3,7 millones de desplazados internos en el país. ONG como la Consultoría para los Derechos Humanos y el Desplazamiento (CODHES) consideran que la cifra real de desplazados por el conflicto armado interno desde mediados de los años 80 supera los 5 millones de personas.
El desplazamiento ha contribuido a empeorar el conflicto. Con casi 400.000 refugiados y entre 4,9 y 5,5 millones de desplazados internos en 2012, el país es protagonista del mayor drama humanitario de América Latina, según el Alto Comisionado de las Naciones Unidas para los Refugiados (ACNUR).
Cifras que han ido en aumento, según el foro de ONG Humanitarias en Colombia registró que entre enero y agosto de 2023, 245.672 personas se vieron forzadas a desplazarse como consecuencia del conflicto y la violencia en el país. Esta cifra es una creciente en solo ocho meses.
Además, cabe resaltar que el informe más reciente de la Oficina de las Naciones Unidas para la Coordinación de Asuntos Humanitarios reveló una estadística impactante: desde la implementación del acuerdo de paz en Colombia hasta septiembre de 2023, se ha producido un desplazamiento masivo o confinamiento cada dos días en el país. Esto marca un aumento dramático en comparación con los primeros años posteriores a la firma del acuerdo de paz en 2017.
Minas Antipersona
El 4 de abril se conmemora el Día Internacional para la Sensibilización contra las Minas Antipersona. Declarada desde diciembre del 2005 por la Asamblea General de las Naciones Unidas.
Se calcula que en Colombia hay sembradas unas 100 mil minas antipersonal, donde las principales víctimas son los civiles que han contribuido a aumentar las cifras de muertos o lisiados.
Entre 1988 y 2012, fueron 10.189 las víctimas de las minas antipersona de las cuales 2119 fueron muertos y 8070 lesionados. Para 2019 la cifra aumentó a 11.781 víctimas por minas antipersonal y munición sin explosionar, ha dejado heridas al 80.5 % (9484) de las víctimas y el 19.5 % (2297) personas han fallecido. El 61 % han sido miembros de la fuerza pública y el 39 % restante, corresponde a civiles.
En 2023 la cifra es de 12.390 víctimas por minas antipersonal y munición sin explosionar, de los cuales el 81 % (10.037) son víctimas que han quedado heridas, y el 19 % (2352) personas que han fallecido. Lo que nos indica que aproximadamente en 1 de cada 5 casos la víctima fallece. El 59 % han sido integrantes de la fuerza pública y el 41 % restante, corresponde a civiles.
La Oficina del Alto Comisionado para la Paz  (OACP), maneja el programa de Acción Integral Contra Minas Antipersonal (AICMA).

### Desaparición forzada
El 21 de diciembre del 2010, la Asamblea General de la Organización de las Naciones Unidas declaró el 30 de agosto el Día Internacional de las Víctimas de Desapariciones Forzadas.
Según cifras del Centro Nacional de Memoria Histórica en Colombia existe un registro de 83 mil víctimas de desaparición forzada, mientras que organizaciones sociales y de derechos humanos advierten que contando los casos no registrados podrían ser entre 90 y 120 mil.
Entre 1958 y 2016, las personas desaparecidas forzadamente es de 121.768 en el marco del conflicto armado. Los principales responsables fueron: grupos paramilitares, con 63.029 víctimas (el 52 %); FARC-EP con 29.410 víctimas (el 24 %); múltiples responsables con 10.448 víctimas (el 9 %); agentes estatales 9359 víctimas (8 %).

### Atentados terroristas
Según el centro nacional de memoria histórica de Colombia entre 1988 y 2012, se registraron 262 casos que dejaron 772 víctimas. De los cuales el 79,1 % fueron realizados por las guerrillas; el 73,42 % de las víctimas eran hombres, siendo el departamento de Antioquia el más afectado con un total de 18,3 % de los casos.

### Secuestros
Entre 1970 y 2010, se registraron 27.023 víctimas de secuestros de los cuales el 90.6 % fueron realizados por grupos guerrilleros y el 9.4 % por grupos paramilitares. El Centro Nacional de Memoria Histórica presentó un informe titulado Una sociedad secuestrada, 1970-2010, que da cuenta de 39.058 víctimas directas en Colombia. En 2019 presentó un informe titulado: Recuerdos de selva: Memorias de integrantes, de la Fuerza Pública víctimas de secuestro, que estima que entre 1976 y 2017, las FARC-EP y el ELN secuestraron a 1214 militares y policías en el marco del conflicto armado (Cifra tomada del Observatorio de Memoria y Conflicto, 2018).
Otras publicaciones de la misma entidad sobre secuestro son: Voces que construyen. Memorias de empresarios (2019)
En un informe actualizado por la Comisión de la Verdad en 2022, se establece que las víctimas por secuestro y toma de rehenes en el marco del conflicto armado entre 1990 y 2018 ascienden a 50.770. La década con más víctimas está entre 1995 a 2004 con 38.926 víctimas (77 % del total de secuestros). Los principales responsables en el secuestro fueron: las FARC-EP: 20.223 víctimas (40 %); los grupos paramilitares con el 24 % (9538 víctimas); el ELN con 19 % (9538).

### Masacres
El Centro Nacional de Memoria Histórica (CNMH) establece que entre 1958 y 2019 se registraron al menos 4237 masacres. Entre 1998 y 2002 ocurrió el mayor número de estos hechos, con 1620 masacres. Además, las masacres se han presentado en el 62 % de los municipios del país y han cobrado la vida de 24.600 personas.
El Centro Nacional de Memoria Histórica ha presentado, varios informes como: Trujillo: Una tragedia que no cesa(2008), El Salado. Esa guerra no era nuestra (2009), Bojayá. La guerra sin límites(2010).

### Asesinatos selectivos
Desde 1958 hasta 2021 se registraron 179.076 víctimas de asesinatos selectivos. Los responsables de estos asesinatos selectivos corresponden a grupos paramilitares (42 %), grupos guerrilleros (16 %) y agentes del Estado (3 %).

### Torturas
La tortura es definida en el Código Penal colombiano (art. 178) como una práctica social que consiste en hacer daño a una persona para obtener información mediante la fuerza, que causa daño físico o mental.
Colombia registra más del 90 % de impunidad en casos relacionados con ese fenómeno, y no está adecuadamente reconocido, en parte por la exacerbada violencia que se vive hace décadas según Ana María Rodríguez, integrante de la Comisión Colombiana de Juristas y de la Coalición Contra la Tortura.
En 2014, la Coalición Colombiana contra la Tortura (CCCT) presentó al Comité contra la Tortura de las Naciones Unidas (UNCAT) un documentado informe sobre la situación de “Tortura y tratos o penas crueles, inhumanos o degradantes en Colombia” ocurridas entre 2009 y 2014.
En 2016, un estudio llevado a cabo por el Tribunal de Justicia y Paz de Bogotá da cuenta de las formas más terribles de mutilaciones, golpizas y ahogamiento efectuados por los paramilitares.
Hasta el año 2022 se encuentran registradas 7571 víctimas en el RUV (Registro Único de Víctimas). Las modalidades de tortura físicas fueron los golpes sin instrumentos (23,7 %), golpes con instrumentos (22,9 %), colgamiento (20 %), castigos corporales (9,4 %) y privación de alimentos (6,9 %). En cuanto a las torturas psicológicas las principales modalidades fueron los señalamientos (24,6 %), insultos (20,8 %), seguimientos (13,7 %), presenciar tortura (10,5 %), escarnio público (5,9 %), incomunicación (5,9 %) y privación del sueño (4,4 %).

### Reclutamiento ilícito o forzado
De acuerdo a reportes del Comité para los Refugiados de Naciones Unidas, en el 2008 se presentaron hechos de reclutamiento forzado de menores de edad por partes de las fuerzas del estado para recopilar información de inteligencia de los grupos armados ilegales. Según el mismo organismo, las guerrillas de las FARC-EP y el ELN, además de grupos paramilitares no desmovilizados, practicaron el reclutamiento forzado de niños, que se ha extendido a regiones fronterizas con Venezuela y Ecuador.
El Centro Nacional de Memoria Histórica de Colombia publicó en 2018 el informe “Una Guerra sin Edad” donde se asegura que 16.879 menores de edad fueron reclutados en el conflicto de 1960 a 2016 por grupos armados. El estudio detalló que el 64 % los hizo la insurgencia desmovilizada de las Fuerzas Armadas Revolucionarias de Colombia- Ejército del Pueblo (FARC-EP), el 27 % corresponde a acciones de grupos paramilitares y el 10 % al Ejército de Liberación Nacional (ELN). Entre 1988 y 2012 se estiman en 5156 víctimas de reclutamiento forzado. Según la Coalición contra la vinculación de niños, niñas y jóvenes al conflicto armado en Colombia (Coalico) este delito aumentó en un 113 %, a pesar de la cuarentena, por el Covid-19 en la que está el país. El reclutamiento siguió siendo realizado por el ELN, las Autodefensas Gaitanistas de Colombia (Clan del Golfo), las Disidencias de las FARC-EP entre otros Grupos Armados Organizados. En 2000 se presentó el pico más alto con 1320 víctimas; luego 2002 con 1305 víctimas, y 2003 con 1253 víctimas.

### Violencia Sexual
La Corporación Rosa Blanca (conformada por exguerrilleras en su mayoría reclutadas a la fuerza y violadas por sus jefes de las FARC-EP), reclama a la JEP que escuche a cada una de las cerca de 1200 mujeres que aseguran haber sido violadas en la guerrilla porque consideran que cada caso es particular y merece una atención especial.
El Centro Nacional de Memoria Histórica de Colombia ha publicado sobre el tema: Memoria histórica con víctimas de violencia sexual: Aproximación conceptual y metodológica(2019) Se evidencia un amplio subregistro de esta violación.
Los casos registrados ante el RUV hasta el año 2022 es de 32.446 actos en contra de la libertad y la integridad sexual, las mujeres y niñas representan el 92 % del total de víctimas. Los hechos registrados por la Comisión las principales tipologías de violencias sexuales fueron: los paramilitares: violación sexual (53,5 %), acoso sexual (13 %), obligación a presenciar actos sexuales (6 %), amenaza de violación (6 %) y desnudez forzada (5 %). Las guerrillas: violación sexual (59 %), acoso sexual (10,5 %), amenaza de violación (5 %), obligación a realizar actos sexuales (4,5 %) y tortura en estado de embarazo (3 %). Agentes del Estado: violación sexual (40,5 %), amenaza de violación (14 %), desnudez forzada (3,5 %), acoso sexual (3 %) y otras formas de violencia sexual (5 %).

### Acciones bélicas
Entre 1988 y 2012, se registran 1344 víctimas y 716 casos. El 53.3 % efectuadas por las guerrillas.

### Ataques a bienes protegidos
Entre 1985 y 2021 se registraron 21.197 hechos de ataques a bienes protegidos, según el CNMH (Centro Nacional de Memorias Histórica).

## Víctimas colectivas

### Exterminio de la Unión Patriótica

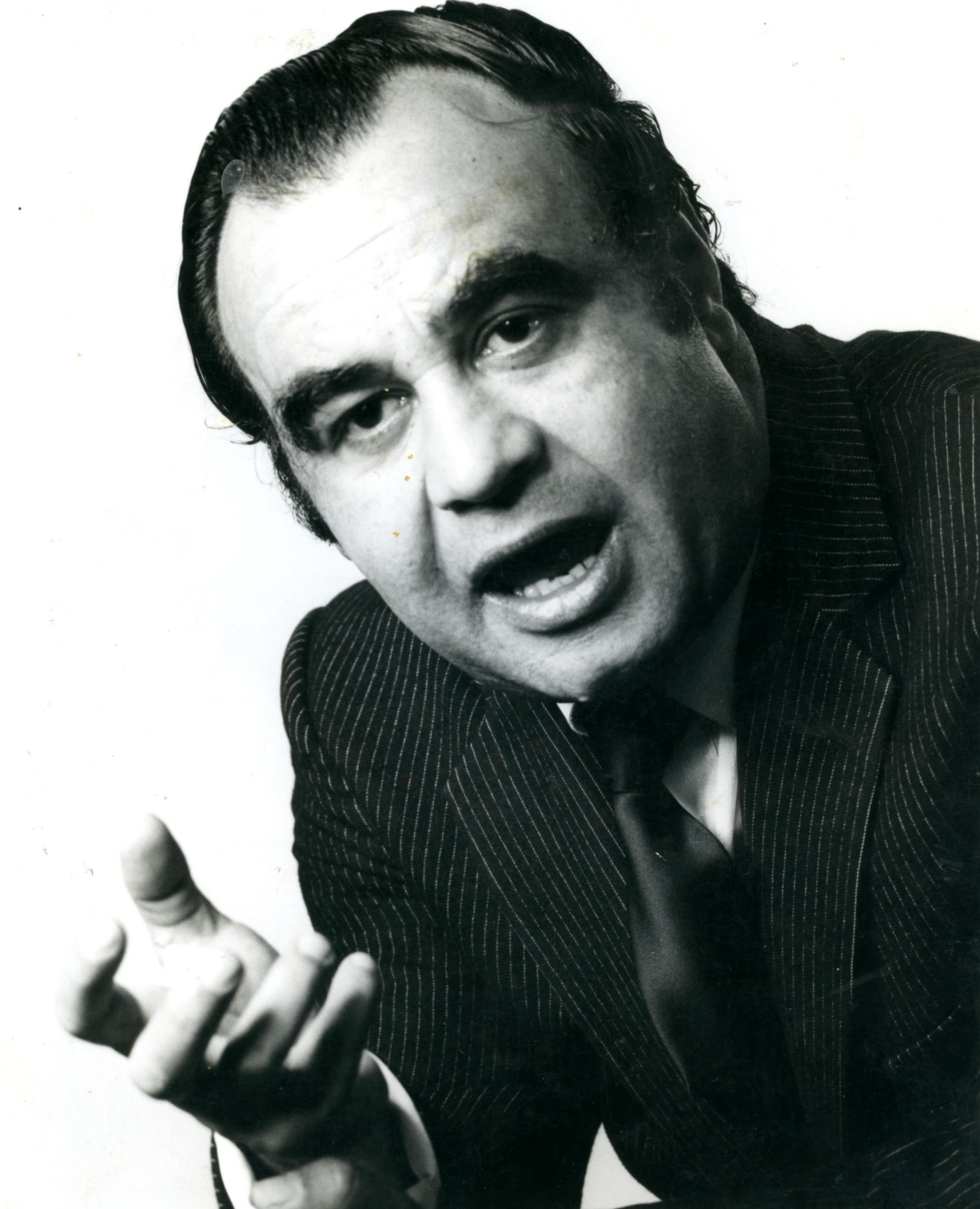
El principal dirigente de la agrupación de izquierda, Unión Patriótica (UP), Jaime Pardo Leal, quien fue asesinado en 1987.

La Unión Patriótica (UP), considerada en su momento el brazo político de las FARC-EP, fue blanco de ataques sistemáticos por parte de narcotraficantes a través de sicarios, paramilitares e incluso agentes corruptos del Estado, quienes estarían involucrados en los asesinatos de decenas de líderes y miembros del partido. La campaña de genocidio político contra la UP inició en septiembre de 1986, con el asesinato del senador Pedro Nel Jiménez y el representante a la cámara Leonardo Posada, en Villavicencio y Barrancabermeja respectivamente. El 11 de octubre de 1987, pistoleros al servicio de El Mexicano asesinaron al presidente de la UP Jaime Pardo Leal. En total fueron 2 candidatos presidenciales, 8 congresistas, 13 diputados, 70 concejales, 11 alcaldes y alrededor de 3500 de sus militantes (otras fuentes aseguran que fueron unos 5000) quienes fueron sometidos a exterminio físico y sistemático. Muchos de los sobrevivientes al exterminio abandonaron el país. A la par de los asesinatos de miembros de la UP, el 24 de noviembre, 5 miembros de la JUCO fueron acribillados a tiros en la sede de la organización en Medellín. Estos asesinatos a miembros de la UP fueron declarados en 2014 por la Fiscalía General de la Nación como delitos de lesa humanidad, al concluir que se trató de un siniestro plan por parte de sectores políticos tradicionales, en alianza con agentes de seguridad del estado, narcotraficantes y paramilitares, para impedir el ascenso de movimientos de izquierda en la política colombiana; en consecuencia, estos hechos no prescribirán y podrán ser investigados y juzgados de manera indefinida por la justicia colombiana.
En 1988, la llamada guerra sucia alcanzó su apogeo. Cientos cayeron víctimas de masacres y ataques selectivos, centrados sobre todo en el norte del país. El año lo abrieron los paramilitares del Moens (Movimiento Obrero Estudiantil Nacional Socialista), con el ataque a una gallera en Vista Hermosa (Meta), donde murieron 14 campesinos (21 de febrero). El 4 de marzo, efectivos de la ACDEGAM, transportados con complicidad de las autoridades militares desde Puerto Boyacá hasta Urabá, mataron en las fincas de La Honduras y La Negra a 20 sindicalistas bananeros. Un mes después, el 3 de abril en la Mejor Esquina (Córdoba), la banda de los Magníficos ejecutó a 28 campesinos, acusándolos a todos de ser colaboradores de la guerrilla; el 11 del mismo mes las víctimas son 23 civiles ultimados con ráfagas de fusil en la Vereda Punta Coquitos de Turbo. Por añadidura, el Ejército entregado a una violenta campaña contra las guerrillas, masacró entre el 14 y el 15 de junio a 17 mineros pertenecientes a la UP (vereda El Topacio, municipio de San Rafael, Antioquia). El 30 de agosto fueron acribillados 16 jornaleros en El Tomate (Córdoba), y finalmente el 11 de noviembre, “los Tangueros” perpetraron la masacre de Segovia (Antioquia), asesinando a 43 personas.
La tendencia se mantuvo en 1989, el 18 de enero cuando una comisión judicial que investigaba en La Rochela, Magdalena Medio santandereano, las masacres y asesinatos fue masacrada y 12 de sus integrantes ejecutados. Quedó de relevo que los paramilitares cada vez más relacionados con los narcotraficantes del cartel de Medellín, podían también dirigir su actuación contra los agentes y funcionarios del Estado. Poco después en otra serie de atentados ordenados por Rodríguez Gacha, Teófilo Forero, el secretario del partido comunista y 3 personas fueron acribillados en Bogotá (27 de febrero) y el 3 de marzo, el dirigente de la UP, José Antequera, cayó asesinado en el aeropuerto El Dorado. En este último ataque también salió herido de gravedad Ernesto Samper Pizano, precandidato a la presidencia por el Partido liberal. Antes de terminar el año, en octubre, hombres de los Castaño mataron en su propia oficina de Medellín al segundo vicepresidente de la Asamblea de Antioquia, Gabriel Jaime Santamaría.
2 candidatos presidenciales fueron asesinados por las Autodefensas de Córdoba (Hermanos Castaño). El 22 de marzo de 1990 Bernardo Jaramillo Ossa, el candidato presidencial de la UP fue acribillado en el Aeropuerto El Dorado de Bogotá por un sicario que le disparó a quemarropa. Un mes después, el 26 de abril Carlos Pizarro Leongómez, el desmovilizado comandante del M-19 y candidato presidencial, fue ultimado en un avión en pleno vuelo. Estos dos crímenes fueron declarados tiempo después como delitos de lesa humanidad por la Fiscalía: El de Jaramillo, como parte del plan de exterminio a miembros de la UP; el de Pizarro, como parte de una serie de asesinatos a militantes de izquierda para evitar su llegada al poder (en ese año, Pizarro era uno de los favoritos en las encuestas para ganar las elecciones presidenciales).
Otros movimientos políticos que han sido víctimas del conflicto son la Unión Nacional de Oposición (UNO), el Frente Unido del pueblo, el Frente Popular, el Movimiento A Luchar, el Nuevo Liberalismo, el Movimiento de Salvación Nacional, el Partido Comunista Colombiano, el Partido Comunes, entre otros.

### Estudiantes, docentes y Universidades
Una investigación de la Fundación Compartir reveló que "entre 1958 y 2018 en todo el país 1579 maestros han sido víctimas directas del conflicto.", según el informe el 67.3 % (1063) de los docentes víctimas fueron asesinados de forma selectiva, el 12. 7 % (201) sufrieron secuestro y el 12.6 % (200) fueron desaparecidos, el mayor impacto se registra en zonas rurales.
Las razones por las cuales los docentes han sido parte del grupo de víctimas del conflicto armado en Colombia, es debido a su participación sindical y política, en el libro Violencia contra el sindicalismo de Mauricio Archila y el grupo de investigadores de Centro de Investigación y Educación Popular CINEP, muestra como la Federación Colombiana de Educadores FECODE, denuncia que durante el periodo de 1984 a 2010 6119 docentes fueron víctimas de diversos tipos de violencia entre ellos están; asesinatos (81 %), amenaza de muerte (8 %), detención (3 %), desaparición (4 %), ataque y herido (3 %) y secuestro (1 %). Y existen más de 1000 casos que, según Fecode, no se lograron sistematizar por falta de información.
Actualmente en la administración de Iván Duque han sido asesinados 10 educadores en el país, de la misma forma se ha aumentado las amenazas contra los educadores, siendo este el motivo para movilizarse en las distintas ciudades del país exigiendo el respeto por la vida y la labor docente.
En 2019 se entregó a la JEP un informe sobre las universidades públicas del país como víctimas del conflicto, y los asesinatos y falsos positivos judiciales de las que han sido víctimas sus integrantes. En el informe/libro se destaca que la Universidad Pública como institución, comunidad y estamento ha sido vulnerada, sitiada, categorizada como "enemigo interno" y criminalizada como peligrosa. Desde la muerte del estudiante de Derecho de la Universidad Nacional de Colombia, Gonzalo Bravo Pérez, el 7 de junio de 1929, a manos de la Policía Nacional, son numerosos los universitarios que hasta la fecha han sido víctimas de la represión estatal como lo fue la masacre estudiantil del 8 y 9 de junio de 1945, bajo el gobierno militar del general Gustavo Rojas Pinilla (1953-1957) que cobró la vida de 10 estudiantes, y las llamadas "Jornadas de Mayo" (1957), que dieron al traste con la dictadura militar, inaugurando una nueva etapa en las movilizaciones estudiantiles que se desarrollarán a partir del decenio de los sesenta.

### Violencia contra población LGBTI+
Desde 2011 el Estado Colombiano reconoció la categoría de orientación sexual en la definición de víctima del conflicto, amparando a las personas LGBT dentro de la Ley 1448 o Ley de Víctimas y Restitución de Tierras. Entre 1982 y 1996 es el periodo en el cual se profundizaron los discursos de odio contra los sectores sociales LGBT, debido a la proliferación de y consolidación de nuevos grupos armados ilegales, y la desprotección constitucional. Los paramilitares, guerrillas, el Estado y la fuerza pública ejercieron violencias diferenciadas a gais, lesbianas, bisexuales y trans por razón de su orientación sexual o identidad de género. Además, se impusieron las “limpiezas sociales” para excluirlos, matarlos, desplazarlos o violarlos, esto queda evidenciado en el informe “Vivir bajo sospecha”, de Colombia Diversa, y el informe “Aniquilar la Diferencia” del Centro Nacional de Memoria Histórica.
Otras publicaciones del Centro Nacional de Memoria Histórica son: Ser marica en medio del conflicto armado(2019)
Para el año 2023 la Unidad para la Atención y Reparación Integral a las Víctimas informa un total de 10.978 hechos victimizantes contra personas de la comunidad LGTBI+ las cuales se registraron desde el inicio del conflicto armado en Colombia en 1985, siendo 2022 el año que concentra la mayor cantidad de eventos con 1141 que representan el 10,4 % del total. El desplazamiento forzado concentra la mayor cantidad de víctimas LGTBI+ con 5263 personas, seguido de amenaza (1892) y delitos contra la libertad y la integridad sexual (632). Desde 2013 se mantiene la tendencia de 400 hechos victimizantes por año. Las víctimas LGTBI+ del conflicto armado se encuentran principalmente en los departamentos de Antioquia con el 21 %, Valle del Cauca (8 %) y Nariño (5 %).

### Asesinato de líderes sociales y excombatientes de las FARC-EP
Desde el 1 de enero de 2016 se ha generado un aumento de la violencia contra líderes sociales, defensores de Derechos Humanos y excombatientes de las FARC-EP luego de la firma de los Acuerdos de La Habana quienes, según la ONG Instituto de Estudios para el Desarrollo y la Paz (Indepaz), han sido asesinados por estructuras criminales organizadas y por personas con conductas que se oponen a la implementación de los acuerdos de paz, recurriendo a la violencia armada y a la estigmatización de los occisos por simpatizar con una ideología de izquierda, hechos ocurridos en 29 de los 33 departamentos del país. Indepaz ha contabilizado un total de 837 asesinatos, hasta mayo de 2019, contra este grupo poblacional divididos de la siguiente manera:
- 702 líderes sociales y defensores de Derechos Humanos (170 eran líderes campesinos y 146 líderes indígenas)
- 135 excombatientes de las FARC-EP.

La violencia contra los excombatientes de las FARC-EP se hace extensiva a sus familiares, siendo asesinados 35 de estos desde la firma de los acuerdos de paz. El 2018 ha sido el año más violento contra los líderes sociales y excombatientes con 282 y 75 personas respectivamente. Desde que asumió la presidencia Iván Duque han sido asesinados 193 líderes sociales y 43 excombatientes de las FARC hasta mayo de 2019, originando el rechazo hacia este de gran parte de la comunidad nacional e internacional por la pasividad (y posible permisividad) del gobierno frente a estos casos, recordando los episodios de los falsos positivos en el gobierno de Álvaro Uribe. Una de las principales causales de estos asesinatos está relacionado con la Ley de Restitución de Tierras (Ley 1448 de 2011), aprobada en el gobierno de Juan Manuel Santos para restituir, por medio de la Unidad para la Atención y Reparación Integral a las Víctimas, las tierras arrebatadas por los actores armados (grupos paramilitares y guerrilleros) a civiles víctimas de la guerra, encontrando una férrea oposición entre los congresistas y simpatizantes del partido de derecha Centro Democrático, partido del presidente Duque, considerando que los propietarios de tierras las están perdiendo por cuenta de esta ley, buscan modificarla para que los segundos ocupantes o tenedores de buena fe (los que adquirieron tierras tiempo después que sus antiguos propietarios fueran despojadas de ellas) no les sean vulnerados sus derechos.
Un informe actualizado de Indepaz reporta que desde la firma del Acuerdo de Paz hasta marzo de 2022 han sido asesinadas 1327 personas que ejercían el liderazgo social o la defensa de derechos humanos. Según el informe de la Misión de Verificación de la ONU en Colombia, hasta el 25 de marzo de 2022 fueron asesinados 315 firmantes del Acuerdo de Paz y 27 fueron desaparecidos. Según la Subdirección de Seguimiento de la Agencia para la Reincorporación y la Normalización (ARN), 179 excombatientes han sido asesinados posterior al Acuerdo de Paz y adicionalmente, la Fundación Lazos de Dignidad documenta 231 asesinatos a excombatientes FARC-EP en proceso de reincorporación, posteriores a la firma del Acuerdo.

### Falsos Positivos
Ver También: Falsos Positivos en Colombia
Falsos Positivos en Colombia es el nombre con el que la prensa y la sociedad civil colombiana denominó al involucramiento de miembros del Ejército de Colombia en el asesinato de civiles no beligerantes, o ejecuciones extrajudiciales, haciéndolos pasar como bajas en combate. Desde el inicio del conflicto armado, algunos presidentes en Colombia han usado como estrategia inflar o exagerar de manera desmedida la información dada a la opinión pública sobre el número de miembros de los grupos armados al margen de la ley y los resultados en la lucha contra estos, con el objetivo de justificar el aumento del presupuesto en las Fuerzas Armadas buscando los recursos que necesitan a través de la solicitud de ayuda a otros países (caso del Plan Colombia a Estados Unidos), pero principalmente estos recursos son obtenidos a través de nuevos impuestos (caso del impuesto al patrimonio en el periodo de Álvaro Uribe) y/o diversas reformas tributarias aprobadas en diferentes periodos presidenciales que terminan afectando la economía del colombiano del común. La Comisión Interamericana de Derechos Humanos rastreó casos de ejecuciones extrajudiciales desde 1978. En el informe de 1993, donde se narra el periodo que va desde 1981 hasta 1992, son decenas los casos de ejecuciones extrajudiciales. En el periodo de la Guerra Sucia (1986-1994), el cual hace referencia a la masacre de militantes de izquierda, entre ellos los del partido de la Unión Patriótica. En dicha masacre, los miles de militantes de izquierda fueron asesinados por una alianza entre narcos, paramilitares y miembros de la Fuerza Pública colombiana.

#### Falsos positivos judiciales
Una modalidad relacionada son los falsos positivos judiciales. Se les da ese nombre a denuncias y casos comprobados sobre encarcelamiento de civiles inocentes presentados como culpables o sin las pruebas requeridas para su reclusión. La ejecución de esta práctica se presenta de diversas formas y con distintas finalidades. Una de ellas es la detención arbitraria, determinada como una de las formas de violación a los derechos humanos; en mayo de 2013 se reviven denuncias por detenciones de este tipo, ligadas con casos del escándalo de los falsos positivos. Otra forma, consiste en el uso de recolección de información no veraz, fabricación de informes de inteligencia, falso testimonio y en otros casos a partir de sospechas in-fundamentadas que conllevan a detención. Las pruebas presentadas contra los judicializados, generalmente cuentan con contradicciones y en ocasiones han sido declaradas como flagrantes o determinadas en contra de derechos fundamentales y derechos humanos.
Según el informe del grupo de trabajo sobre la detención arbitraria de las Naciones Unidas, la privación arbitraria de la libertad ha sido usada en otros países como una de las prácticas más comunes para encarcelar opositores políticos, disidentes religiosos o para coartar la libertad de expresión, se ha encontrado que estos encarcelamientos se fundamentan también en el marco de la lucha contra el terrorismo.
Existen excepciones no determinadas “falsos positivos judiciales” que poseen características similares, como el caso de civiles judicializados por error debido al parecido de sus nombres con el algún jefe criminal o delincuente.

### Comunidades indígenas
La Organización Nacional Indígena de Colombia (Onic) denunció el asesinato de 120 indígenas desde el inicio del gobierno Duque hasta el 30 de octubre de 2019
El 5 de noviembre de 2019 se presentó una moción de censura que cursa en contra del ministro de Defensa, Guillermo Botero por el asesinato de 7 niños en un bombardeo del Ejército Colombiano a quienes presentó como guerrilleros, así mismo se agudiza la crisis por el genocidio contra las comunidades indígenas del Cauca, siendo asesinados 55 de sus miembros en 2019, y 2 masacres en menos de 3 días a finales de octubre, por lo cual se levantaron de la mesa de diálogos con el gobierno, las comunidades y organizaciones del Cauca reunidas allí desde la minga indígena de 2019 y anuncian su apoyo al paro nacional.
Según los registros del OMC, entre 1958 y 2019 los pueblos indígenas han sido violentados con un total de 5011 víctimas durante el conflicto. El asesinato selectivo es el principal hecho victimizante, con un total de 2300 víctimas durante el periodo registrado, seguido por masacres (742) y desaparición forzada (659). Entre la población vulnerable, líderes y autoridades indígenas han sido los más afectados por el conflicto armado, con 736 víctimas.

### Sindicalistas
En 2012, la Comisión Colombiana de Juristas y la Escuela Nacional Sindical concluyeron que las organizaciones insurgentes eran responsables de al menos el 5 % de los 2887 homicidios cometidos contra trabajadores sindicalizados entre 1986 y 2010. Asimismo, que durante ese periodo habían cometido 53 amenazas, desapariciones forzadas y atentados.

### Campesinos
El Centro Nacional de Memoria Histórica de Colombia publicó sobre la comunidad del corregimiento de Pichilín Morroa, (Sucre) No señor, guerrilleros no. ¡Somos campesinos y campesinas de Pichilín!

### Comunidades religiosas
El Centro Nacional de Memoria Histórica de Colombia publicó sobre como líderes y lideresas de iglesias así como sus comunidades, han sido violentados Memoria y comunidades de fe en Colombia(2019)

### Militares
El Ejército Nacional de Colombia lanzó el libro: Los miembros de la Fuerza Pública víctimas del conflicto armado en Colombia - Una aproximación desde la justicia transicional sobre los miembros de las Fuerzas Militares como víctimas del Conflicto armado interno de Colombia. El 30 de agosto conmemora el día de la desaparición forzada de la cual han sido víctimas 113 militares.

## Víctimas por actor armado

### Víctimas del Estado Colombiano
Las víctimas del Estado colombiano por acción u omisión se presentan en una gran cantidad de casos de violencia política, desapariciones, desplazamiento forzado, falsos positivos por responsabilidad de los funcionarios públicos y de las Fuerzas Militares. Parte de las víctimas se agrupan en el Movimiento Nacional de Víctimas de Crímenes de Estado (Movice).
El estado colombiano es responsable además del incumplimiento histórico de acuerdos con los diferentes grupos armados, así como el asesinato de excombatientes y comandantes desmovilizados asesinados como Guadalupe Salcedo, Carlos Pizarro entre otros.

### Víctimas de los paramilitares
Los grupos paramilitares en sus distintas fases (pájaros, chulavitas, Muerte a secuestradores, Convivir, AUC) o de autodefensa como se autodenominaron son responsables de asesinatos, secuestros, masacres, desapariciones, enfrentamientos armados, reclutamiento forzado, atentados y otras acciones violentas muchas en conjunto o complicidad con el Estado Colombiano y sus Fuerzas Militares.
Los grupos paramilitares son responsables del 45 % de las víctimas del conflicto armado (205.028 víctimas) Entre estas se encuentra la desaparición forzada, homicidio y masacres, Las víctimas de los paramilitares no han sido reparadas en su totalidad porque los bienes entregados no alcanzan para saldar la deuda. Aquellos que se acogieron al sistema de Justicia y Paz, han entregado objetos y propiedades inusuales como medallas, rosarios, relojes, canciones, antenas eléctricas sin regulación y un cementerio, entre otros.
De acuerdo con el director de la Unidad de Víctimas, Ramón Alberto Rodríguez Andrade, los bienes entregados por los paramilitares para reparar a las víctimas no son suficientes para tal fin y todavía hacen falta 2.5 billones de pesos para indeminzarlas correctamente.

### Víctimas de las FARC-EP
Las FARC uno de los actores principales a lo largo de la historia del conflicto armado en Colombia son responsables de asesinatos, secuestros, masacres, tomas guerrilleras, enfrentamientos armados,reclutamiento forzado atentados y otras acciones violentas dejando gran cantidad de víctimas, en los últimos años estas se han agrupado en varias organizaciones con motivo de los Acuerdos de Paz con el Gobierno en 2016 y la Jurisdicción Especial para la Paz (JEP). Las víctimas de las FARC-EP se asocian en la Federación de Víctimas de las FARC (Fevcol).

### Víctimas del ELN
La guerrilla activa más antigua del país, es responsable de gran cantidad de asesinatos, secuestros, masacres, reclutamiento ilegal y atentados entre otras acciones violentas. Además de atentados a oleoductos e infraestructura. Se estiman a principios de 2019 cuando se levantaron los diálogos entre el gobierno y esta organización en 9221 las víctimas del ELN entre 1978 y 2015.Entre las cuales por secuestros hay 6789 víctimas desde 1978 hasta 2015, el 54 % del total de las víctimas del ELN se produjeron en su gran mayoría durante los años 1998 y 2002.

### Víctimas del M-19
Entre las víctimas del M-19 se cuentan las afectadas por acciones violentas de esta organización como: el asesinato de José Raquel Mercado, presidente de la Confederación de Trabajadores de Colombia (CTC), la responsabilidad compartida con el Estado Colombiano por la Toma del Palacio de Justicia y la posterior retoma por las Fuerzas Militares. Se ha solicitado la citación de miembros del M-19 a la Jurisdicción Especial para la Paz (JEP).

### Víctimas de Grupos de narcotráfico
Los grupos de narcotráfico, conocidas como carteles, clanes entre otras estructuras son responsables junto a sus estructuras armadas de asesinatos, atentados, masacres, secuestros y acciones violentas contra miembros de la población civil, políticos, Fuerzas Militares, periodistas, campesinos dentro del territorio colombiano y en el exterior.

### Víctimas de Bacrim, delincuencia común y Grupos Armados Organizados
Las Bacrim, los Grupos Armados Organizados como el Clan del Golfo o Autodefensas Gaitanistas, la facción no desmovilizada y actualmente dedicada al narcotráfico del Ejército Popular de Liberación y otros grupos delictivos son responsables de asesinatos, secuestros, masacres, desapariciones, atentados, reclutamiento ilegal de menores y otras acciones violentas.

## Medio ambiente víctima del conflicto armado interno
El medio ambiente natural es la víctima silenciosa del conflicto armado que aún persiste en Colombia. Precisamente, la Unidad de Investigación y Acusación, ha contabilizado desde la firma del Acuerdo de Paz hasta el 30 de mayo de 2022, por lo menos 283 afectaciones a la naturaleza. Entre lás más recientes nos podemos encontrar con:
- 05/01/2019: En el Bagre, Nechí, Zaragoza y Caucasia, Antioquia, la minería ilegal ha arrasado con la cobertura vegetal y la riqueza hídrica, dejando más de 500 veredas semidesiertas. Actividad convertida en una de las rentas criminales de los grupos armados como el 'Clan del Golfo', 'Los Caparrapos' y la guerrilla del ELN.
- El 17/07/2021: En Puerto Concordia, Meta y en San José del Guaviare, Guaviare, las autoridades confirmaron que la explotación ilícita de yacimientos mineros arrasó con más de 2000 hectáreas de bosque nativo y selva en áreas de reserva forestal
- 12/02/2022: En la vereda Bebarama de Medio Atrato, Chocó, la Fuerza Aérea en coordinación con la Fiscalía General de la Nación, el Ejército y la Policía Nacional logró la ubicación de seis unidades de producción minera pertenecientes a la subestructura Carlos Vásquez del Clan del Golfo. Esta operación dio como resultado la recuperación de 30 hectáreas de bosque nativo. Según estimaciones oficiales, el territorio deteriorado por la explotación ilícita de yacimientos mineros, tardará entre 10 y 30 años en ser recuperado.[99]

### Defensores ambientales y grandes megaproyectos
En el contexto de la violencia colombiana también se hace relevante mencionar la participación de los grupos armados en los grandes proyectos.
De acuerdo con Monganbay en algunos casos los grupos armados atacaron a las comunidades para garantizar que grandes proyectos de desarrollo o megaproyectos legales se llevaran a cabo sin resistencia. Por ejemplo, a líderes indígenas Embera del alto Sinú, en el departamento de Córdoba, los asesinaron por su oposición a la represa Urrá que inundó casi 8000 hectáreas de suelo fértil y ciénagas. Según indican, la inundación afectó al parque nacional natural Paramillo y al resguardo indígena.
De hecho, uno de los testimonios que más se destaca es el de Salvatore Mancuso, comandante de las AUC, que en un diálogo con la Comisión y ante una de las hijas de Kimy Pernía, líder embera quien fue desaparecido por este grupo, dijo que “lo del líder Kimy Pernía Domicó fue un crimen de Estado. Yo como miembro de facto recibí una llamada del Estado, de las Fuerzas Militares, recibí una orden del comandante Carlos Castaño [líder paramilitar] en este sentido de asesinar al líder Kimy Pernía Domicó [… ] Cuando construyen Urrá fue una decisión sin consulta que los afectaba a ustedes directamente como comunidad [a los embera]. Empezaron acciones sistemáticas desde el Estado colombiano, guiadas a debilitarlos a ustedes y terminar cualquier intento de reivindicar o materializar sus derechos”.
Para la Comisión, este caso es un ejemplo de cómo cientos de personas en el país han sido asesinados o desaparecidos para debilitar la lucha comunitaria en defensa de la naturaleza, hechos que hacen que Colombia, desde hace tres años, encabece los listados de defensores asesinados, publicados por organizaciones internacionales como

## Memoria histórica, paz y reconciliación
Ver También: Anexo:Hechos para la resolución del conflicto armado interno en Colombia
Los movimientos sociales y grupos de víctimas del conflicto armado, han realizado un importante trabajo en el reconocimiento, divulgación y promoción de la Memoria histórica en Colombia, así como diversas organizaciones, y grupos de estudio de varias Universidades del país, contrabajos en áreas como la educación para excombatientes, la pedagogía de la memoria, así como iniciativas como Colombia 2020 de El Espectador han realizado importantes esfuerzos por dar a conocer estas iniciativas.
En la actualidad en Colombia, el 9 de abril (fecha del asesinato de Jorge Eliécer Gaitán, que dio inicio a las revueltas nacionales conocidas como el Bogotazo) fue destinado para conmemorar el "Día de la Memoria Histórica y Solidaridad con las Víctimas del Conflicto Armado", creando de paso el Centro Nacional de Memoria Histórica que, junto a otras entidades como ONG's, fundaciones, colectivos sociales, grupos de estudio, artistas y universidades, se han encargado de llevar a cabo un importante trabajo de memoria, reconocimiento, reivindicación de derechos y reconciliación en el marco del post-acuerdo con las FARC. Sin embargo, desde su firma se han presentado masacres y violencia política contra civiles y miembros de grupos irregulares, además de constantes asesinatos y amenazas contra líderes y lideresas sociales y también contra desmovilizados de la otrora guerrilla de las FARC-EP (se sospecha que agentes del estado estarían también involucrados en estos hechos en complicidad con Grupos Armados Organizados o GAO´s, residuales y no residuales). Gran parte de esta violencia se ha efectuado contra miembros de grupos políticos de izquierda y civiles con el mismo pensamiento político.
A lo largo del conflicto armado colombiano se han producido protestas populares contra los hechos violentos causados por los diferentes actores del conflicto armado,y otras para su resolución. Los más importantes han sido el Movimiento de la “Séptima papeleta” que en parte se le atribuyó el impulso para la creación de la Constitución de Colombia de 1991, el del Mandato por la Paz de 1997. A principios del siglo XXI se llevaron a cabo Homenaje a las víctimas del paramilitarismo, la parapolítica y los crímenes de Estado, Un millón de voces contra las FARC y el Gran Concierto por la Paz del 20 de julio de 2008.
El 27 de junio de 2019, se organizó una marcha en más de 100 ciudades de Colombia y del mundo (esta última, de colombianos radicados en el exterior) llamada "Marcha por la Vida", como rechazo al genocidio al que están siendo sometidos los líderes sociales y a la poca voluntad del gobierno para evitar y combatir estos hechos. El Paro Nacional de 2019 también llevó a cabo reclamos sobre el genocidio de los líderes sociales.
El 4 de octubre de 2021, En el centro de poblado de Gaitania en el municipio planadas, Tolima. Se llevó a cabo la inauguración de un monumento, nombrado "legado a la convivencia y no repetición del conflicto armado". Se llevó a cabo la construcción de este monumento en este municipio debido a los acuerdos que se han firmado allí; como el firmado entre los indígenas Nasa y las FARC-EP el 26 de julio de 1996.
El Centro Nacional de Memoria Histórica de Colombia ha publicado varios trabajos con iniciativas de paz de todo el país:
- Memorias en tiempo de Guerra (2009)[107]
- Recordar y narrar el conflicto (2009)[108]
- Memorias que germinan (2019)[109]

## El conflicto en la cultura popular colombiana
Ver También:Anexo:Obras sobre el conflicto armado colombiano
En el contexto popular, los grupos armados han justificado el uso de la violencia por considerarla el único método para poder transformar la sociedad y con la intención de no permitir cambios considerados como ilegítimos. Así pues, la fractura creada por las desigualdades, el uso de la violencia y la lucha por el poder han marcado las dinámicas sociales y políticas que han tenido lugar en Colombia desde que se instauró la República (siglo XIX) hasta el día de hoy, cuando Colombia abre un nuevo capítulo en su historia con los actuales procesos de paz.
El conflicto colombiano ha inspirado un sinfín de obras, manifestaciones culturales y representaciones artísticas en diversos campos como la literatura, la música, el teatro, las artes plásticas, el grafiti, el muralismo, la poesía, la caricatura, la escultura, las artes plásticas, cinematografía, televisión e incluso en el deporte.